# Pseudotanais longisetosus
Pseudotanais longisetosus är en kräftdjursart som beskrevs av Jürgen Sieg 1973. Pseudotanais longisetosus ingår i släktet Pseudotanais och familjen Pseudotanaidae. Inga underarter finns listade i Catalogue of Life.